# 志賀佐保子
志賀 佐保子（しが さほこ、1973年5月30日 - ）は日本の防衛官僚。

## 来歴
大分県出身。東京大学法学部卒業。1996年 防衛庁に入庁。ハーバード大学大学院留学。内閣府国際平和協力本部参事官補佐などを務める。2008年9月 外務省在中国日本大使館一等書記官。2018年8月20日 防衛省大臣官房広報課長。2019年7月10日 内閣官房内閣参事官（内閣情報調査室）。2022年8月1日 財務省大臣官房参事官（関税局関税課担当）。2025年8月1日 防衛省大臣官房公文書監理官。